# IC 5176
IC 5176 је спирална галаксија у сазвјежђу Тукан која се налази на листи објеката дубоког неба у Индекс каталогу.
Деклинација објекта је - 66° 51' 0" а ректасцензија 22h 14m 55,0s. Привидна величина (магнитуда) објекта IC 5176 износи 12,7 а фотографска магнитуда 13,5. Налази се на удаљености од 26,428 милиона парсека од Сунца. IC 5176 је још познат и под ознакама ESO 108-20, FGCE 1717, AM 2211-670, IRAS 22112-6705, PGC 68389.